# Curt Krämer
Adolf Paul Curt Krämer, född 28 februari 1904 i Tyskland, död 30 oktober 1963 i Danderyds församling i Stockholms län, var en tysk-svensk kapellmästare, orkesterledare och violinist.
Curt Krämer gav ut ett större antal skivor under 1940- och 1950-talen, bland annat med Curt Krämers orkester.
Han var från 1927 gift med Susanne Held (1902–1986). Makarna är föräldrar till skådespelaren Bärbel Oscarsson (född 1938), som varit gift med skådespelarna Ulf Håkan Jansson och Per Oscarsson samt är mor till Boman Oscarsson.
Makarna Krämer är begravda på Danderyds kyrkogård.

## Diskografi i urval
Källa: Svensk mediedatabas
- 1941 – Marfa. Schlawische Capriccio (Siegfried Erhardt) ; Rumänische Rhapsodie (Siegfried Erhardt) / SIEGFRIED ERHARDT mit seinen Unterhaltungs-Solisten. Violine: CURT KRÄMER
- 1942 – Galanterie (Erhardt) ; Verliebter Walzer (Erhardt) / SIEGFRIED ERHARDTS ORKESTER. Violin: CURT KRÄMER
- 1942 – Budapest (Erhardt) ; Csardas (Erhardt) / SIEGFRIED ERHARDT ORKESTER. Violin: CURT KRÄMER
- 1944 – Höstdrömmar (Archibald Joyce) ; Plaisir d'amour (P. Martini) / CURT KRÄMERS ORKESTER
- 1944 – Czardas (V. Monti) ; Erzherzog Johann Jodler (Folkvisa) / CURT KRÄMERS ORKESTER
- 1944 – Barnvisor ur "I kindergarten" (Curt Krämer - Arne Lindblad ; Barnvisor ur "Sånger och visor" (Alice Tegnér) / VIOLA LANGBY ack. CURT KRÄMERS ORKESTER
- 1946 – Höstdrömmar. Vals (Albert [:! Archibald] Joyce) ; Plaisir d'amour (P. Martini) / CURT KRÄMERS orkester
- 1946 – Czardas (V. Monti) ; Erzherzog Johann Jodler. Folkvisa / CURT KRÄMERS orkester
- 1946 – Barnvisor ur "I kindergarten" (Curt Krämer -- Arne Lindblad) ; Barnvisor ur "Sånger och visor" av Alice Tegnér) / VIOLA LANGBY, sång. CURT KRÄMERS ensemble
- 1946 – Berliner-Luft (Paul Lincke, arr. Siegfried Erhardt) ; Ungarische Romanze (Karrasch, arr. Siegfried Erhardt) / SIEGFRIED ERHARDTS orkester. Violinsolo: CURT KRÄMER
- 1946 – Lyckan (Martin Koch) ; Angoisse d'amour (Kommer väl den dag) (Ralph Benatzky) / ERHARDT-KRÄMERS orkester
- 1946 – Parlez-moi d'amour (Lenoir arr: Siegfried Erhardt) ; Si vous l'aviez compris (Denza arr. Siegfried Erhardt) / SIEGFRIED ERHARDTS orkester. Violinsolo: CURT KRÄMER
- 1950 – Parlez-moi d'amour (Lenoir) ; Si vous l'aviez compris (Denza) / SIEGFRIED ERHARDTS ORKESTER. Violinsolo: CURT KRÄMER
- 1952 – Katten och kanariefågeln av P. Schütt ; Danspotpourri
- 19?? – Taormina (Erhardt) ; Romanze (Erhardt) / SIEGFRIED ERHARDT mit seinen Unterhaltungs-Solisten. Violine: CURT KRÄMER